# Ulrike Grunewald

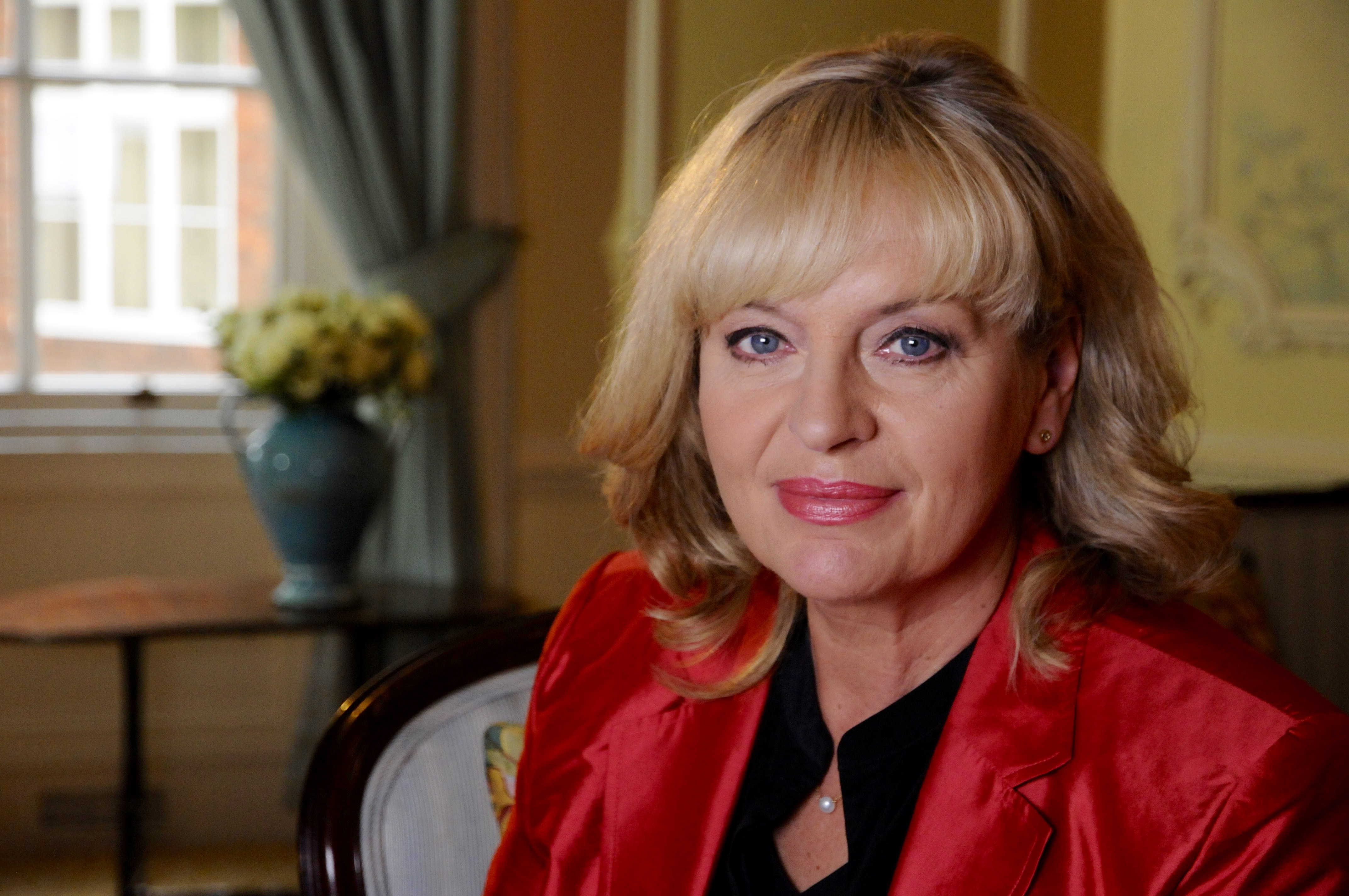
Ulrike Grunewald (2017)

Ulrike Grunewald (* 2. Juni 1958 in Bad Kreuznach) ist eine deutsche Journalistin und Filmemacherin. Bekannt wurde sie als Co-Moderatorin des ZDF heute-journals und als Autorin und Regisseurin zeitkritischer und zeitgeschichtlicher TV-Dokumentationen. Als Wissenschaftlerin beschäftigt sie sich mit den Wurzeln des britischen Königshauses.

## Leben und Arbeit
Ulrike Grunewald studierte Publizistik, Germanistik und Psychologie an der Johannes-Gutenberg-Universität in Mainz und schloss mit dem akademischen Grad des Magister Artium ab. Von 1977 an arbeitete sie als freie Mitarbeiterin in der ZDF "heute"-Redaktion. 1984 absolvierte sie ein Volontariat beim ZDF, wurde anschließend Redakteurin in der Hauptredaktion Aktuelles und arbeitete von 1987 an als Reporterin und Co-Moderatorin im "heute-journal". 1987 begleitete sie Prinz Charles und Prinzessin Diana als Berichterstatterin für das ZDF auf ihrem Deutschlandbesuch. 1993 wurde sie Moderatorin und Redakteurin im ZDF-Mittagsmagazin. 2000 wechselte sie in die Hauptredaktion Innenpolitik, seit 2004 arbeitet sie in der Redaktion Zeitgeschehen, die Dokumentationen für den Primetime-Sendeplatz ZDFzeit herstellt.
Als Autorin und Redakteurin gestaltete Ulrike Grunewald zeitkritische TV-Dokumentationen, die wegen ihrer Machart und Analyse Beachtung fanden, wie „Die Wilden Siebziger – Träume, Trotz und Terror“ und „2030 – Aufstand der Jungen.“ Es folgten Filme zur deutsch-deutschen Geschichte wie "Rübergemacht!", "Wir von drüben", "Fall Deutschland" (ausgezeichnet mit dem Deutschen Fernsehpreis als beste Informationssendung) und „Die Wölfe“ (ausgezeichnet mit der „Goldenen Nymphe“ und dem „Emmy Award“). 2009 strahlte das ZDF die dreiteilige Serie „Die Windsors“ aus. Seither hat sich Ulrike Grunewald auf die journalistische und historische Aufarbeitung der Geschichte des britischen Königshauses spezialisiert.
Ulrike Grunewald hat einen Sohn. Ihr Bruder Fritz Grunewald war ein bekannter Mathematiker.

## Wissenschaftliche Forschung
2012 promovierte Ulrike Grunewald an der Universität Mainz zum Thema „Luise von Sachsen-Coburg-Saalfeld (1800–1831)“ über die Mutter des britischen Prinzgemahls Albert.  Für ihre Recherchen erhielt sie Zugang zu bis dahin nicht ausgewerteten Dokumenten in den Royal Archives in Windsor Castle. In ihrem Buch „Die Schand-Luise“ beleuchtet sie die niemals verstummten Gerüchte über die möglicherweise illegitime Geburt Albert von Sachsen-Coburg und Gothas. Der Historiker A.N. Wilson widmet diesen Forschungsergebnissen in seiner Prinz-Albert-Biografie eine ausführliche Würdigung und bezeichnet sie als das bisher am gründlichsten recherchierte Werk zum Leben Luise von Sachsen-Coburg-Saalfelds.

## Filmographie (Auswahl)
- Prinzessin Dianas gefährliches Erbe (ZDF 2021)
- Die Queen und die Macht der Bilder (ZDF 2021)
- Mensch Fergie! – Die Herzogin und das Geheimnis der Windsors (ZDF 2020)
- Wie deutsch ist die Queen? (ZDF 2015)
- The Queen (ARTE 2015)
- Ein Leben für die Politik – Zum Tod von Helmut Schmidt (ZDF 2012)
- Die Windsors (ZDF 2009)
- Wir von drüben – Mit dem Trabi in die Welt (ZDF 2004)
- Rübergemacht! (ZDF 2003)
- Die Wilden Siebziger – Träume, Trotz und Terror (ZDF 2001)
- D-Mark adé – Geschichten um eine Erfolgswährung (ZDF 2001)

## Bücher
- Die Schand-Luise: Der Skandal um Queen Victorias verstoßene Schwiegermutter. wbg Theiss, Darmstadt 2019, ISBN 978-3-8062-3889-1.
- Luise von Sachsen-Coburg-Saalfeld (1800–1831) : Lebensräume einer unangepassten Herzogin. Böhlau, Köln/ Weimar/ Wien 2013, ISBN 978-3-412-21108-0.
- William & Kate: Die Geschichte ihrer großen Liebe. München 2011, ISBN 978-3-426-65506-1.
- Auf Rosamunde Pilchers Spuren : Eine Reise durch Schottland und Cornwall, Fotografien von Petra Woebke. Pabel-Moewig Verlag, Rastatt 2008, ISBN 978-3-86803-274-1.
- Der Fluch des Hauses Windsor. Egmont Verlagsgesellschaften, Berlin/ Köln 2007, ISBN 978-3-8025-3641-0.
- Rivalinnen, . Egmont Verlagsgesellschaften, Berlin/ Köln 2006, ISBN 3-8025-3563-4.

## Publikationen
- Coburg und Gotha – eine "Traumhochzeit" des Jahres 1817? In: Liebe und Kalkül. Die Traumhochzeit des Jahres 1817. Tagungsband. Gotha 2018.
- Manipulation oder Kooperation? Die Pressepolitik der Royal Family zu Beginn des 21. Jahrhunderts. In: Inszenierung oder Legitimation? (= Prinz-Albert-Studien. Band 31). Berlin 2015.
- Luise von Sachsen-Coburg-Saalfeld – Königin Victorias mysteriöse Schwiegermutter. In: Dynastie-Wissenschaft-Kunst. Die Verbindung der Dynastien Sachsen-Gotha-Altenburg und Sachsen-Coburg und Gotha zum Britischen Empire. Würzburg 2020.